# Baryceros punctatus
Baryceros punctatus är en stekelart som först beskrevs av Brulle 1846.  Baryceros punctatus ingår i släktet Baryceros och familjen brokparasitsteklar. Inga underarter finns listade.